# Byrka (rejon priarguński)
Byrka (ros. Бырка) – wieś w Rosji, w Kraju Zabajkalskim, w rejonie priarguńskim. W 2010 liczyła 1024 mieszkańców.